# Elsterwerda
Elsterwerda (dlnłuż. Wikow) – miasto w Niemczech w kraju związkowym Brandenburgia, w powiecie Elbe-Elster, nad rzeką Czarną Elsterą. Leży na Łużycach.

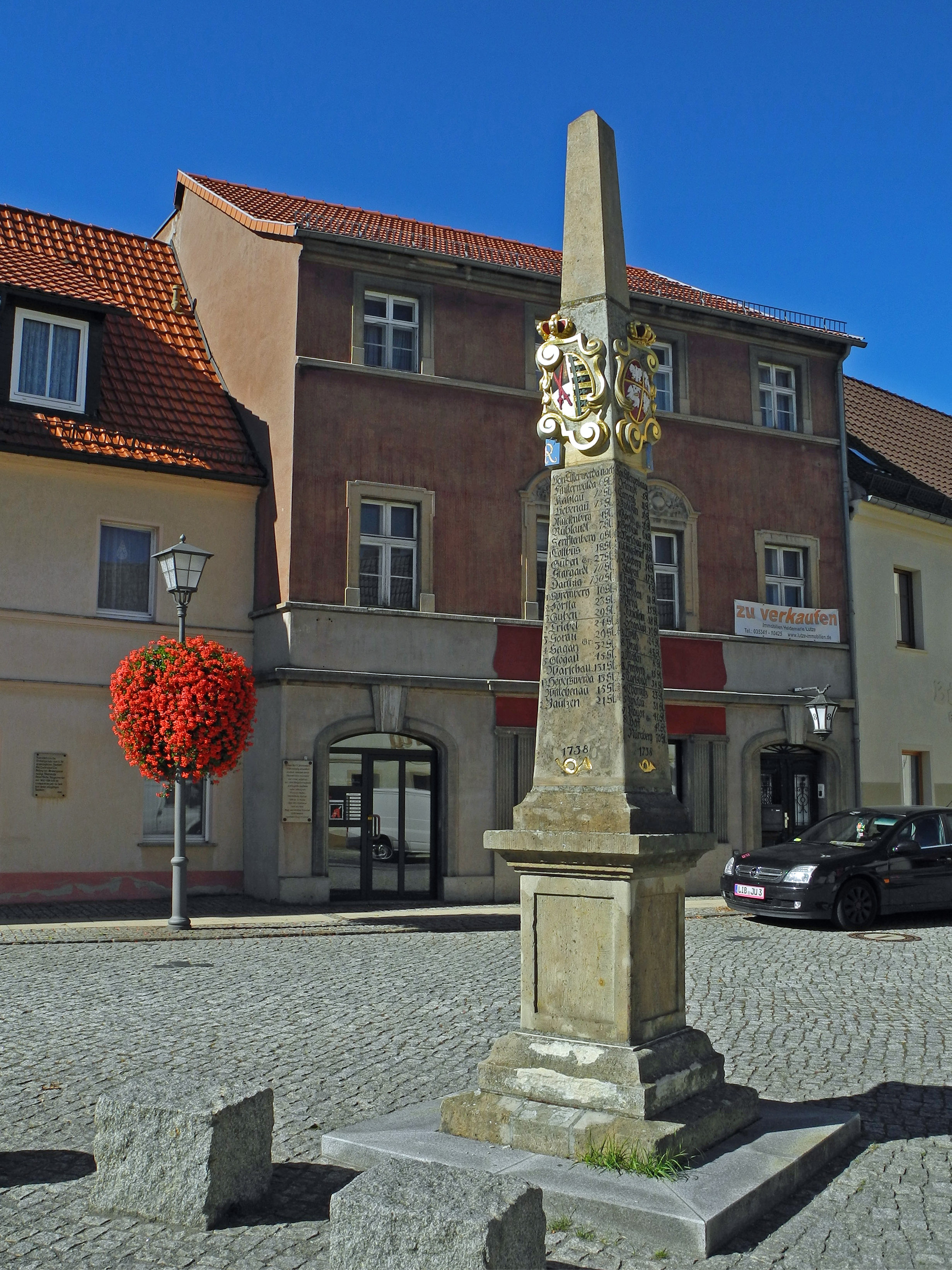
Słup pocztowy z 1738 roku

## Współpraca międzynarodowa
- Nakło nad Notecią, Polska
- Vreden, Nadrenia Północna-Westfalia

## Komunikacja
W mieście znajduje się stacja kolejowa